# Théorie de Grothendieck-Teichmüller
La théorie de Grothendieck-Teichmüller, ou théorie de Galois géométrique, est un domaine de recherche en mathématiques qui exhibe des liens profonds et surprenants entre des branches a priori distantes : la géométrie algébrique, la théorie algébrique des nombres, la combinatoire, la théorie de Galois, la théorie des groupes, la théorie de Teichmüller et la topologie.
Dans les grandes lignes, l'origine de la théorie est d'étudier le groupe de Galois absolu {\displaystyle \operatorname {Gal} ({\bar {\mathbb {Q} }}/\mathbb {Q} )}, dont on ne peut « décrire » aucun élément (à l'exception de la conjugaison), au travers de ses actions géométriques.

## Histoire et motivation

### Esquisse d'un programme
Les principes d'une « théorie de Galois-Teichmüller » — reliant la théorie de Teichmüller des surfaces de Riemann et la théorie de Galois des corps algébriques de nombres et les courbes algébriques définies sur eux — ont été posés par Alexander Grothendieck dans La longue marche à travers la théorie de Galois en 1981 et Esquisse d'un programme en 1983-1984. Le point de départ est d'étudier {\displaystyle G_{\mathbb {Q} }=\operatorname {Gal} ({\bar {\mathbb {Q} }}/\mathbb {Q} )}, le groupe de Galois absolu sur ℚ, au travers de son action sur des objets topologiques et géométriques : courbes, groupes fondamentaux, dessins d'enfants, difféotopies.
Si X est une variété algébrique définie sur ℚ, si on note {\displaystyle \pi _{1}(X)} son groupe fondamental (topologique) et {\displaystyle {\hat {\pi }}_{1}(X)} son groupe fondamental algébrique, qui est le complété profini du précédent, alors il existe une action extérieure canonique
{\displaystyle G_{\mathbb {Q} }\to \operatorname {Out} ({\hat {\pi }}_{1}(X))}.
En particulier, l'action du groupe de Galois sur le groupe fondamental algébrique préserve les classes de conjugaison des groupes d'inertie.
Dans Esquisse d'un programme, il est avant tout question de {\displaystyle \mathbb {P} ^{1}-\{0,1,\infty \}}, dont le groupe fondamental algébrique s'identifie au groupe libre profini à deux générateurs {\displaystyle {\hat {F}}_{2}}, avec {\displaystyle F_{2}=\langle x,y,z\,|\,xyz=1\rangle }. Les groupes d'inertie sont {\displaystyle \langle x\rangle }, {\displaystyle \langle y\rangle } et {\displaystyle \langle z\rangle }, et l'action du groupe de Galois les préserve, donc on sait que pour tout élément {\displaystyle \sigma \in G_{\mathbb {Q} }}, il existe α, β, γ ∈ {\displaystyle {\hat {Z}}^{*}} et {\displaystyle g,h\in {\hat {F}}_{2}} (on peut choisir f = 1) tels que
{\displaystyle {\begin{cases}\sigma (x)=x^{\alpha }\\\sigma (y)=g^{-1}y^{\beta }g\\\sigma (z)=h^{-1}z^{\gamma }h\end{cases}}}.
On peut alors définir une application
{\displaystyle G_{\mathbb {Q} }\to {\hat {Z}}^{*}\times {\hat {F}}_{2}'}
qui associe à un élément {\displaystyle \sigma } de {\displaystyle G_{\mathbb {Q} }} l'automorphisme {\displaystyle F_{\sigma }\in \operatorname {Aut} ({\hat {F}}_{2})} associé à la paire {\displaystyle (\lambda _{\sigma },f_{\sigma })}
{\displaystyle {\begin{cases}x\mapsto x^{\lambda _{\sigma }}\\y\mapsto f_{\sigma }^{-1}y^{\lambda _{\sigma }}f_{\sigma }\end{cases}}}.
Cette application, injective d'après le théorème de Belyi, n'est pas un homomorphisme de groupes. En revanche, si on associe à la multiplication {\displaystyle \sigma \cdot \tau } la paire {\displaystyle (\lambda _{\sigma }\lambda _{\tau },f_{\sigma }F_{\sigma }(f_{\tau }))}, alors c'est un isomorphisme sur son image.
L'action de {\displaystyle G_{\mathbb {Q} }} sur {\displaystyle {\hat {F}}_{2}} envoie un sous-groupe d'indice fini {\displaystyle N} sur {\displaystyle N^{\sigma }}. Autrement dit, en termes de dessins d'enfants : pour tout corps de nombre, on peut définir un dessin d'enfant, et l'ensemble des dessins est équipé d'une action de Galois de manière naturelle.
Grothendieck décrit plusieurs pistes pour étudier le groupe de Galois absolu de manière géométrique :
- essayer de caractériser {\displaystyle G_{\mathbb {Q} }} comme un groupe d'automorphismes de groupes fondamentaux algébriques d'espaces de modules respectant des propriétés « de type Galois » ;
- expliquer l'action de {\displaystyle G_{\mathbb {Q} }} sur ces groupes comme une espèce de « jeu de lego » ;
- comprendre que les groupes d'automorphismes de groupes fondamentaux algébriques d'espaces de modules de dimension inférieure à deux « doivent » agir sur tous les groupes fondamentaux des espaces de modules de dimension supérieure.

La plupart des résultats en théorie de Grothendieck-Teichmüller concerne les mapping class groups, on démontre notamment explicitement que l'action du groupe de Galois est locale sur les twists de Dehn (en).

### Les groupes de Grothendieck-Teichmüller
Vladimir Drinfeld introduit en 1991 le groupe de Grothendieck-Teichmüller (en) qui se rapporte au groupe de Galois absolu, réalisant ainsi le projet de Grothendieck.
En utilisant la notation {\displaystyle f(a,b)} pour l'image de {\displaystyle f\in {\hat {F}}_{2}} par un homomorphisme de groupes profinis {\displaystyle {\hat {F}}_{2}\to G,x\mapsto a,y\mapsto b}, on pose :
- {\displaystyle {\begin{cases}\theta (x)=x\\\theta (y)=y\end{cases}}} un automorphisme de {\displaystyle F_{2}} et {\displaystyle {\hat {F}}_{2}} ;
- {\displaystyle {\begin{cases}\omega (x)=y\\\omega (y)=(xy)^{-1}\end{cases}}} un automorphisme de {\displaystyle F_{2}} et {\displaystyle {\hat {F}}_{2}} ;
- {\displaystyle \rho :x_{i,i+1}\mapsto x_{i+3,i+4}} un automorphisme de {\displaystyle \Gamma _{0,5}} et {\displaystyle {\hat {\Gamma }}_{0,5}} ;

où {\displaystyle \Gamma _{0,5}\simeq \pi _{1}\left((\mathbb {P} ^{1})^{2}-\{x=y\}\right)} et {\displaystyle {\hat {\Gamma }}_{0,5}} son complété profini.
On définit {\displaystyle {\widehat {GT}}_{0}} comme l'ensemble des paires {\displaystyle (\lambda ,f)\in {\hat {Z}}^{*}\times {\hat {F}}_{2}'} telles que {\displaystyle x\mapsto x^{\lambda },y\mapsto f^{-1}yf} s'étendent en un automorphisme de {\displaystyle {\hat {F}}_{2}} avec
- {\displaystyle \theta (f)f=1} ;
- {\displaystyle \omega ^{2}(fx^{m})\omega (fx^{m})fx^{m}=1}, où {\displaystyle m=(\lambda -1)/2}.

Le groupe de Grothendieck-Teichmüller profini est alors le sous-ensemble {\displaystyle {\widehat {GT}}} de {\displaystyle {\widehat {GT}}_{0}} qui vérifie la relation pentagonale
{\displaystyle \rho ^{4}({\tilde {f}})\rho ^{3}({\tilde {f}})\rho ^{2}({\tilde {f}})\rho ({\tilde {f}}){\tilde {f}}=1}
dans {\displaystyle {\hat {\Gamma }}_{0,5}} avec {\displaystyle {\tilde {f}}=f(x_{1,2},x_{2,3})}.
Il s'avère que {\displaystyle {\widehat {GT}}} de {\displaystyle {\widehat {GT}}_{0}} sont effectivement des groupes profinis.
Drinfeld a notamment montré que {\displaystyle {\widehat {GT}}} agit sur tous les groupes de tresses d'Artin. On a,, :
{\displaystyle G_{\mathbb {Q} }\hookrightarrow {\widehat {GT}}}.
La conjecture centrale est qu'il s'agit en fait d'un isomorphisme :
{\displaystyle G_{\mathbb {Q} }\simeq {\widehat {GT}}}.
Yves André a montré qu'il y a une construction p-adique de {\displaystyle {\widehat {GT}}} qui rend compte des groupes de Galois p-adiques :
{\displaystyle \operatorname {Gal} ({\overline {\mathbb {F} _{p}}}/\mathbb {F} _{p})=G_{\mathbb {Q} }\cap {\widehat {GT}}_{p}}
où {\displaystyle {\widehat {GT}}_{p}} est le sous-groupe de {\displaystyle {\widehat {GT}}} constitué des automorphismes qui fixent le groupe fondamental p-adique.
Yasutaka Ihara contribue à l'étude de ce groupe et introduit l'algèbre de Lie correspondante notée {\displaystyle {\mathfrak {grt}}}, dont la définition est simplifiée par Hidekazu Furusho en observant qu'elle est redondante. Cette algèbre de Lie est davantage liée à la théorie des déformations des quasi-algèbres de Hopf tressées, et correspond à un groupe de Grothendieck-Teichmüller dit k-pro-unipotent.

## Fonction zêta multiple
Les valeurs de la fonction zêta multiple, pour des arguments positifs, forment une ℚ-algèbre lorsque dotés de deux opérations de produit croisé (« shuffle product » et « stuffle product ») et du produit. On a par exemple :
{\displaystyle \zeta (2)^{2}=2\zeta (2,2)+4\zeta (3,1)}
{\displaystyle \zeta (2)^{2}=2\zeta (2,2)+\zeta (4)}.
On peut déduire de nombreuses relations à partir de ces deux opérations, et la question est de savoir si on peut identifier toutes les relations de la sorte.
On définit à partir de cette algèbre l'algèbre de Lie {\displaystyle {\mathfrak {ds}}} (« double shuffle »). La conjecture est que l'on a un isomorphisme
{\displaystyle {\mathfrak {grt}}\simeq {\mathfrak {ds}}}
entre l'algèbre de Lie de Grothendieck-Teichmüller et l'algèbre de Lie double shuffle, engendrant toutes les relations algébriques entre les valeurs de la fonction zêta multiple.
Furusho a montré en 2008 que l'application {\displaystyle f(x,y)\mapsto f(x,-y)} donne l'inclusion :
{\displaystyle {\mathfrak {grt}}\hookrightarrow {\mathfrak {ds}}}.
Récemment, la théorie des motifs a permis, en particulier dans l'étude des motifs de Tate mixtes, à Don Zagier (et indépendamment Goncharov, Terasoma) d'établir la meilleure borne connue sur la dimension de l'algèbre des nombres multizêtas.

## Opéradeset quantification
Maxime Kontsevitch a proposé une quantification algébrique (en) des variétés de Poisson. Une autre quantification proposée par Tamarkin a amené Kontsevitch à formuler la conjecture que le groupe de Grothendieck-Teichmüller agit sur de telles quantifications, reliant la théorie des motifs aux théories quantiques des champs.

### Sources et bibliographie
- Alexander Grothendieck, Esquisse d'un programme, 1984
- Alexander Grothendieck, La longue marche in à travers la théorie de Galois, 1981
- (en) Leila Schneps et Pierre Lochak, Geometric Galois Actions I : Around Grothendieck's Esquisse D'un Programme, vol. 242, Cambridge University Press, coll. « London Mathematical Society Lecture Note Series », 1997, 293 p. (ISBN 978-0-521-59642-8)
- (en) Leila Schneps et Pierre Lochak, Geometric Galois Actions II : The Inverse Galois Problem, Moduli Spaces and Mapping Class Groups, vol. 243, Cambridge University Press, coll. « London Mathematical Society Lecture Note Series », 1997, 360 p. (ISBN 978-0-521-59641-1, lire en ligne)
- Leila Schneps, An introduction to Grothendieck-Teichmüller theory, cours au Massachusetts Institute of Technology, 2012.
- Leila Schneps, The Grothendieck-Teichmueller group GT: a survey, 1997
- H. Nakamura, Galois rigidity of pure sphere braid groups and profinite calculus, J. Math. Sci. Univ. Tokyo 1 (1994), 71-136
- Benoit Fresse, Operads and Grothendieck-Teichmüller groups, 2012
- Yuichiro Hoshi, Arata Minamide et Shinichi Mochizuki, « Group-theoreticity of numerical invariants and distinguished subgroups of configuration space groups », Kodai Mathematical Journal, vol. 45, no 3,‎ 2022, p. 295-348 (DOI 10.2996/kmj45301)